# Liste der Monuments historiques in Rougemont (Doubs)
Die Liste der Monuments historiques in Rougemont führt die Monuments historiques in der französischen Gemeinde Rougemont auf.

## Liste der Immobilien
| Bezeichnung | Beschreibung           | Standort          | Kennzeichnung | Schutzstatus | Datum | Bild           |
| ----------- | ---------------------- | ----------------- | ------------- | ------------ | ----- | -------------- |
| Wegekreuz   | Stein, 16. Jahrhundert | Grande Rue (Lage) | PA00101774    | Inscrit      | 1990  | weitere Bilder |

## Liste der Objekte
| Bezeichnung                                | Beschreibung                                                    | Standort                                       | Kennzeichnung | Schutzstatus | Datum | Bild |
| ------------------------------------------ | --------------------------------------------------------------- | ---------------------------------------------- | ------------- | ------------ | ----- | ---- |
| Prozessionskreuz von Thiébaud de Rougemont | Holz, Silber, vergoldet, Bergkristall, 15. Jahrhundert          | in der Kirche Notre-Dame-de-la-Nativité (Lage) | PM25001282    | Classé       | 1901  |      |
| Skulptur Madonna mit Kind                  | Kalkstein, farbig gefasst, Ende des 15. Jahrhunderts            | in der Kirche Notre-Dame-de-la-Nativité (Lage) | PM25001283    | Classé       | 1962  |      |
| Skulptur Madonna mit Kind                  | Stein, ehemals farbig gefasst, Ende des 15. Jahrhunderts        | in der Kirche Notre-Dame-de-la-Nativité (Lage) | PM25001284    | Classé       | 1962  |      |
| Skulptur Heiliger Antonius der Große       | Holz, farbig gefasst, 16. Jahrhundert                           | in der Kirche Notre-Dame-de-la-Nativité (Lage) | PM25001285    | Classé       | 1962  |      |
| Reliquienmonstranz                         | Silber, gemarkt 1765, Goldschmied Simon Charmet                 | in der Kirche Notre-Dame-de-la-Nativité (Lage) | PM25002953    | Inscrit      | 2018  |      |
| Strahlenmonstranz                          | Silber, nach 1703, Goldschmied Jean-Baptiste Charmet            | in der Kirche Notre-Dame-de-la-Nativité (Lage) | PM25002954    | Inscrit      | 2018  |      |
| Kelch                                      | Silber, vergoldet, gemarkt 1765, Goldschmied Jean-François Mâle | in der Kirche Notre-Dame-de-la-Nativité (Lage) | PM25002955    | Inscrit      | 2019  |      |